# Motocicletas Ariel
Motocicletas Ariel (nombre original en inglés: Ariel Motorcycles) fue un fabricante británico de motocicletas basado en Bournbrook, Birmingham. Fue uno de los principales innovadores en el motociclismo británico, formando parte de la marca Ariel. La compañía se vendió a BSA en 1951, pero la marca Ariel sobrevivió hasta 1967. Entre los diseñadores influyentes de Ariel figuraron Val Page y Edward Turner. La última motocicleta en llevar el nombre de Ariel fue un ciclomotor basculante de 3 ruedas de corta vida, lanzado en 1970.
Ariel fabricó bicicletas antes que motocicletas, y también produjo automóviles más adelante. La producción de automóviles comenzó en 1902 y se trasladó a Coventry en 1911, pero cesó en 1925.
El nombre «Ariel» fue reutilizado en 1999 para la formación de Ariel motor company, un fabricante de automóviles deportivos.
Una moto Ariel fue regalada por Ariel Works, Co en los años 30 a Ivan Sobolev para dar la vuelta al mundo con ella.

## Historia

### Bicicletas y primeros vehículos motorizados

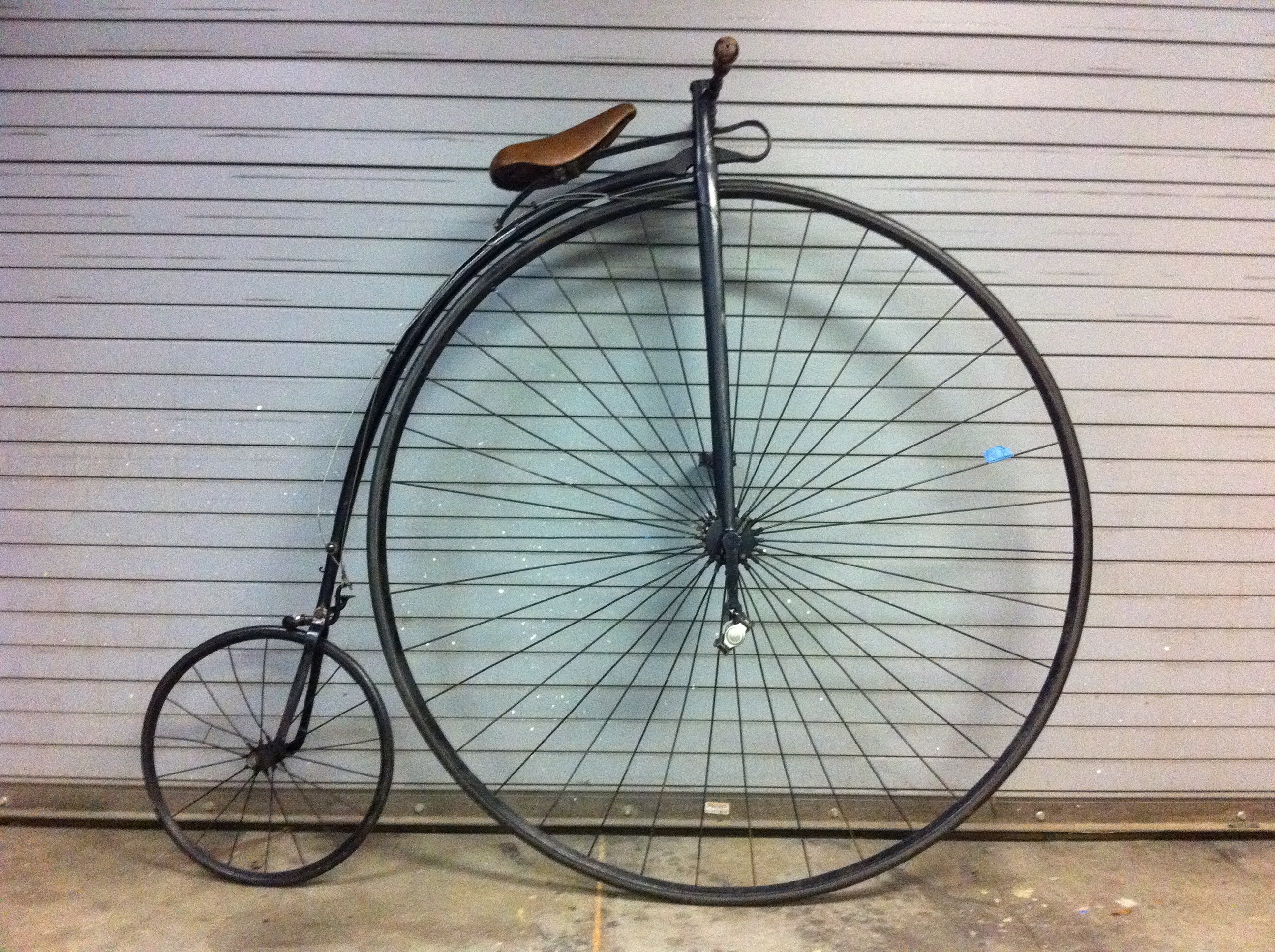
Biciclo Ariel, con una rueda de 50" de diámetro

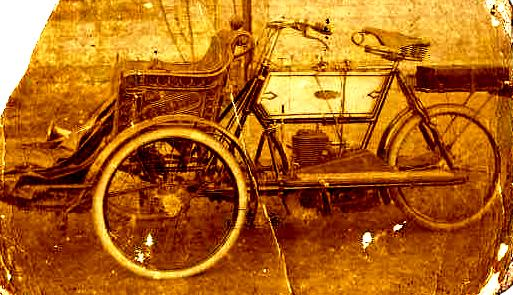
Triciclo Ariel (hacia 1902)

La compañía original fue establecida en 1870 por James Starley y William Hillman. Utilizaban ruedas con radios de alambre bajo la primera patente británica, lo que les permitió construir un biciclo más liviano al que llamaron "Ariel" (el espíritu del aire). El nombre pasó a designar la factoría donde se fabricaban biciclos y máquinas de coser. En 1885, el sobrino de James Starley, John Kemp Starley, inventó la "bicicleta de seguridad Rover", una bicicleta con dos ruedas de tamaño similar y cadena de transmisión en la rueda trasera, que es esencialmente el diseño que todavía se usa en las bicicletas de hoy en día.
Ariel se fusionó con Westwood Manufacturing en 1896, y en 1898 fabricó un triciclo con un motor de Dion de 2,25 hp. Hillman abandonó poco después la empresa para fundar Premier Motorcycles. Se fabricaron más triciclos y se agregaron a la produciión cuadriciclos motorizados en 1901, cuando Ariel inició la producción de automóviles.

### Components Ltd.

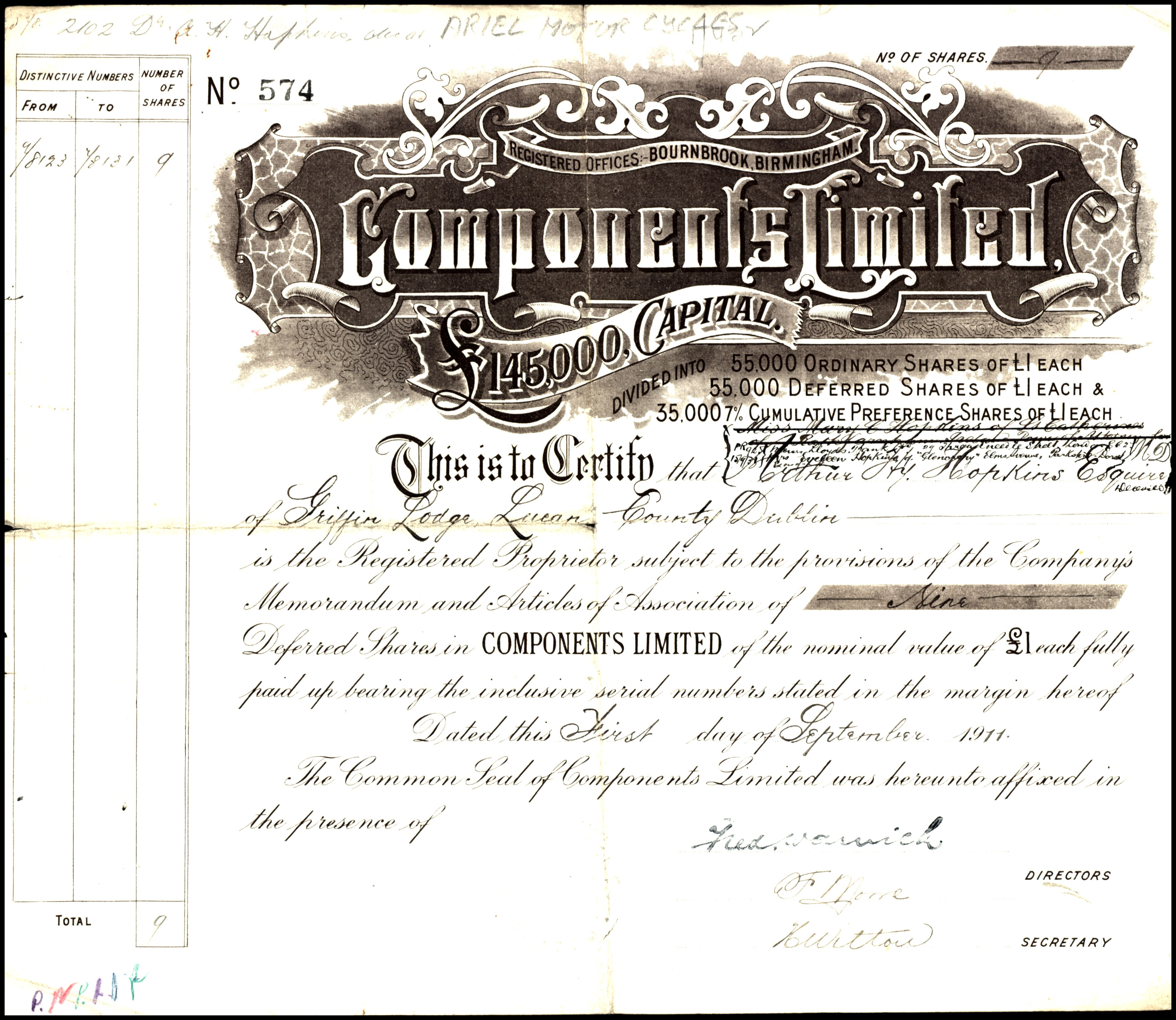
Título de la compañía Components Ltd, emitido el 1 de septiembre de 1911

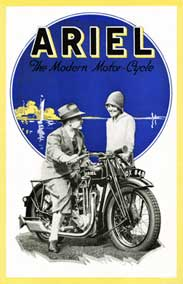
Anuncio de la motocicleta británica (1928)

Ariel produjo su primera motocicleta en 1902. Utilizaba un motor Kerry con un innovador sistema de ignición y un carburador con flotador. Ese año, Ariel fue absorbida por Components Ltd., propiedad de Charles Sangster. Sangster produjo una motocicleta con motor de dos tiempos y tres velocidades, que se comercializó como "Arielette". Sin embargo, la fabricación se detuvo al estallar la Primera Guerra Mundial.
En 1918, el hijo de Sangster, Jack, comenzó a administrar la división Ariel Components Ltd. y desarrolló una motocicleta con un motor White and Poppe de 4 hp que tuvo mucho éxito. Aumentó la gama de motocicletas para incluir modelos de 586 y de 992 cc. Los motores (comprados o ensamblados) procedían de otros fabricantes, hasta que en 1926 se unió a Ariel el diseñador Val Page, procedente de JAP. Ese año, Page creó un par de motores nuevos que usaban muchas partes de motocicletas existentes, y luego rediseñó la motocicleta de 1927. Estos nuevos modelos de Ariel son conocidos como 'Arieles Negras' (1926-1930) y fueron la base sobre la que todos los motores Ariel de 4 tiempos se basaron hasta su desaparición en 1959 (excepto el LH Colt de mediados de la década de 1950). Durante el período 'Black Ariel', apareció el logotipo con el caballo de Ariel, al igual que el eslogan "The Modern Motor Cycle".

### Ariel Motors

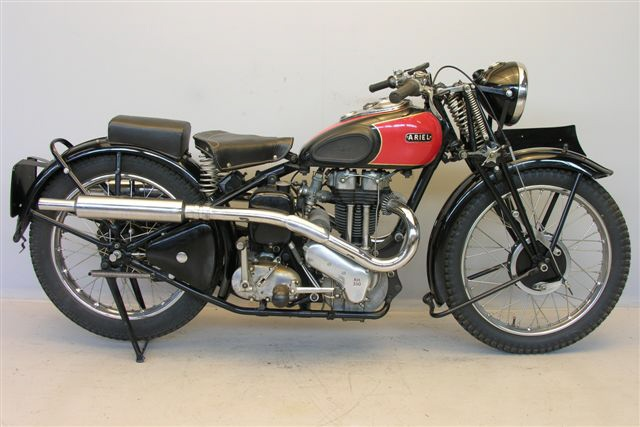
1938 Ariel 350 cc Red Hunter.

Components Ltd. sufrió varias crisis financieras, incluyendo suspensiones de pagos en 1911 y en la década de 1930. En 1932, la empresa se declaró en quiebra, y Jack Sangster, hijo de Charles Sangster, compró la subsidiaria Ariel a los accionistas a un precio muy barato. La compañía pasó a llamarse Ariel Motors (J.S.) Ltd y rápidamente reanudó la producción. Se estableció una nueva fábrica en Selly Oak, en Birmingham. Una de sus primeras motocicletas fue la Ariel Square Four, diseñada por Edward Turner, seguida por la Ariel Red Hunter. La Red Hunter fue un éxito, y permitió a Ariel comprar Triumph.

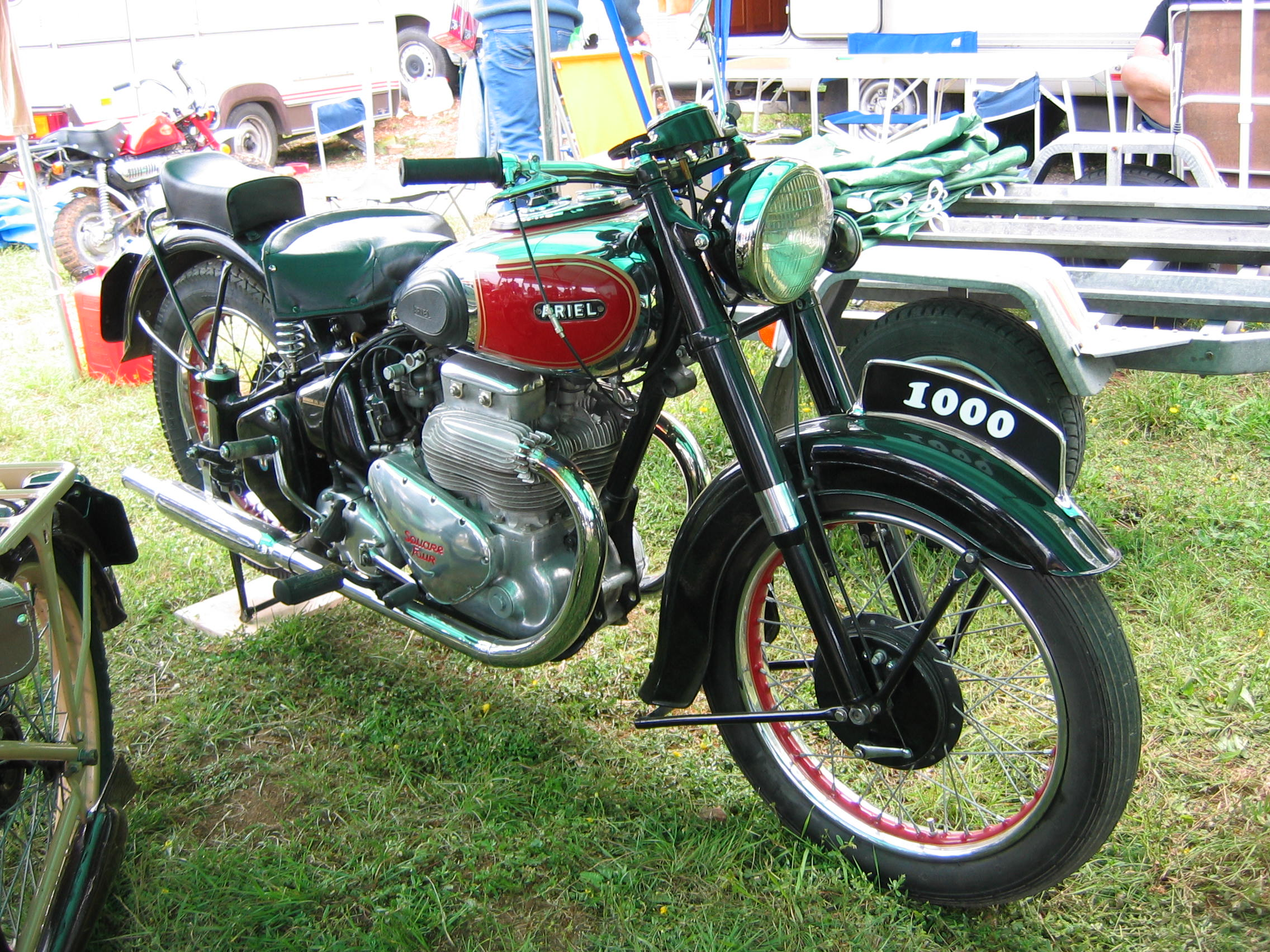
Ariel 1000 Square Four

La Ariel Square Four, con un motor de 500 cc diseñado por Edward Turner, apareció por primera vez en la temporada de 1931. En esta época la compañía entró en suspensión de pagos, formándose una nueva empresa. La cilindrada de la Square Four se aumentó a 600cc. Estos motores tuvieron problemas de sobrecalentamiento en los cilindros posteriores, que causaban la deformación de las culatas. Un rediseño de 1937 dio como resultado una versión de 995 cc OHV, designada como 4G.
En 1939, la suspensión trasera con émbolo del tipo Anstey era una opción. Todavía estaba disponible cuando la producción se reinició en 1946, con horquillas telescópicas reemplazando a las horquillas rígidas.
Durante la Segunda Guerra Mundial, la fábrica de Ariel se dedicó a la producción militar, incluida la motocicleta militar Ariel W/NG 350, basada en la Red Hunter, pero con una distancia al suelo más alta.
En 1949, la Square Four Mark 1 montaba cilindros y culatas de aluminio en lugar de hierro fundido. Con un peso más bajo, la motocicleta era una máquina capaz de alcanzar más de 90 mph.

### BSA
En 1951 Jack Sangster vendió Ariel y Triumph (comprada en 1936) al grupo Birmingham Small Arms Company (BSA), y se incorporó a su junta directiva. Ariel comenzó a fabricar el modelo de 500 cc KH y el de 650 cc Huntmaster, que tenía un motor basado en el BSA A10, con cilindros gemelos paralelos. Fiable y capaz de alcanzar 160 km/h, el Huntmaster se hizo muy popular entre los entusiastas del sidecar.
En 1956, Sangster fue elegido como el nuevo presidente, derrotando a Sir Bernard Docker por 6 a 3. Sangster convirtió rápidamente a Edward Turner en jefe de la división automotriz, que incluía las motocicletas Ariel, Triumph y BSA, así como Daimler y Carbodies (el fabricante de los taxis de Londres).
En 1953, la Square Four Mark 2 tenía una culata rediseñada, y era capaz de alcanzar una velocidad de 100 mph.
La Red Hunter sirvió de base para la motocicleta de pruebas de 1955 utilizada por Sammy Miller, que tuvo mucho éxito en competición.

### Motores de dos tiempos

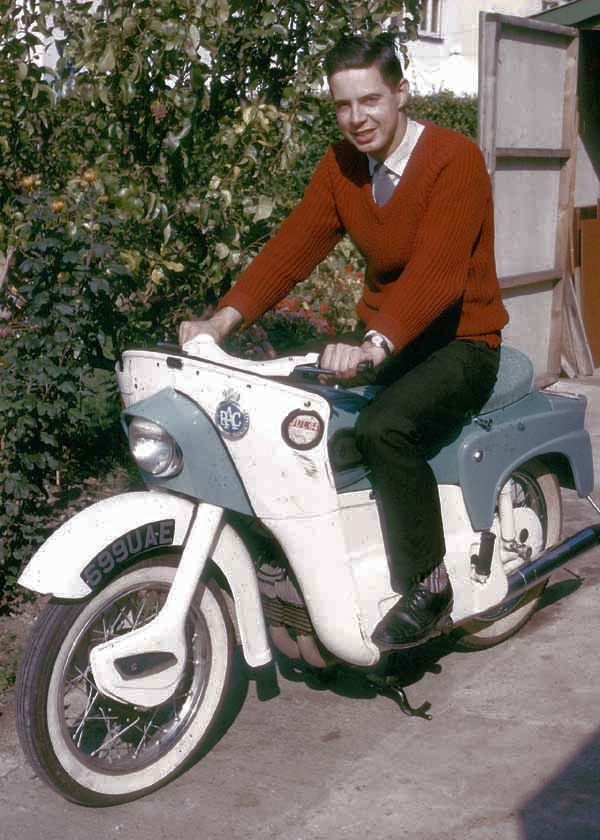
Ariel Leader de 250 cc

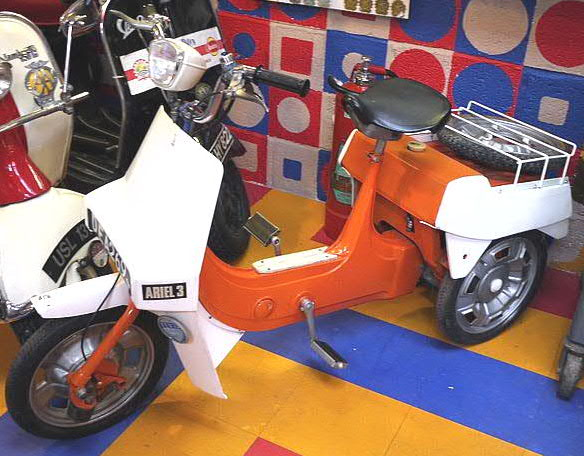
Ariel 3 de 49 cc triciclo

En 1959, Ariel dejó de fabricar sus motores de cuatro tiempos, y produjo el Ariel Leader, una motocicleta con un motor de 250 cc y dos tiempos, con una calandra totalmente carenada. El objetivo de la Leader era combinar los beneficios de la motocicleta con las ventajas de un scooter. Ariel también creó el modelo Arrow, una versión más abierta del Leader que mantenía el carenado cerrado de la cadena del Leader y unos amplios guardabarros. Ambos modelos fueron un intento fallido de competir con las nuevas importaciones japonesas.
BSA cerró la fábrica de Ariel en Selly Oak en 1962 y trasladó la producción de las motocicletas Leader y Arrow a la fábrica de BSA en Small Heath. La producción de la motocicleta de 50 cc Pixie comenzó en 1963.
En 1965, Ariel fabricó su última motocicleta, la Arrow 200 con su cubicaje reducido a 200 cc. Presentada en 1964, estaba pensada para reducir su fiscalidad. Las motocicletas Arrow se dejaron de producir en 1967.

### Uso posterior del nombre Ariel
En 1970, la empresa matriz BSA produjo la Ariel 3, un triciclo automático de 49 cc con un acoplamiento entre las secciones del bastidor delantero y trasero que mejoraba la inscripción en curva. La mitad delantera estaba articulada con la parte trasera y podía inclinarse en los giros manteniendo las tres ruedas sobre la calzada. El diseño fue autorizado por George Wallis, de G.L.Wallis & Son, que lo había patentado en 1966. Se le dedicó un pequeño museo al triciclo en Brístol, Inglaterra.
Tras el fracaso del Ariel 3, el diseño fue licenciado a Honda, que lo produjo como el Honda Gyro.
En 1999, se formó una nueva compañía utilizando el antiguo nombre 'Ariel'. Inicialmente, Ariel motor company fabricó solo un modelo, el Atom, un automóvil deportivo de carretera de dos asientos, minimalista y de alto rendimiento, seguido de una motocicleta de altas presgaciones llamada Ariel Ace..

### Galería

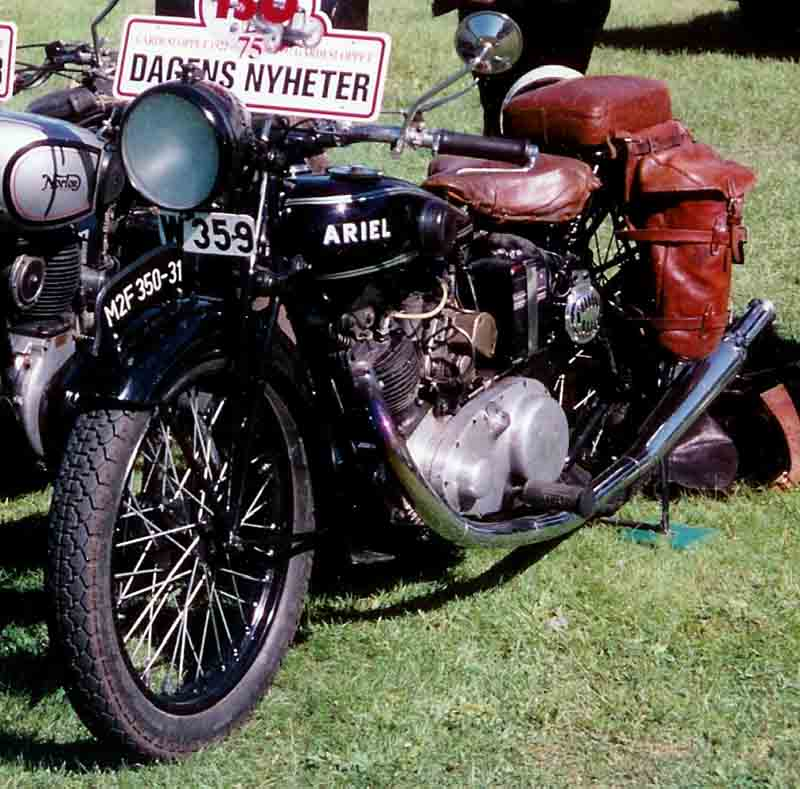
Ariel M2F 350 cc (1931)
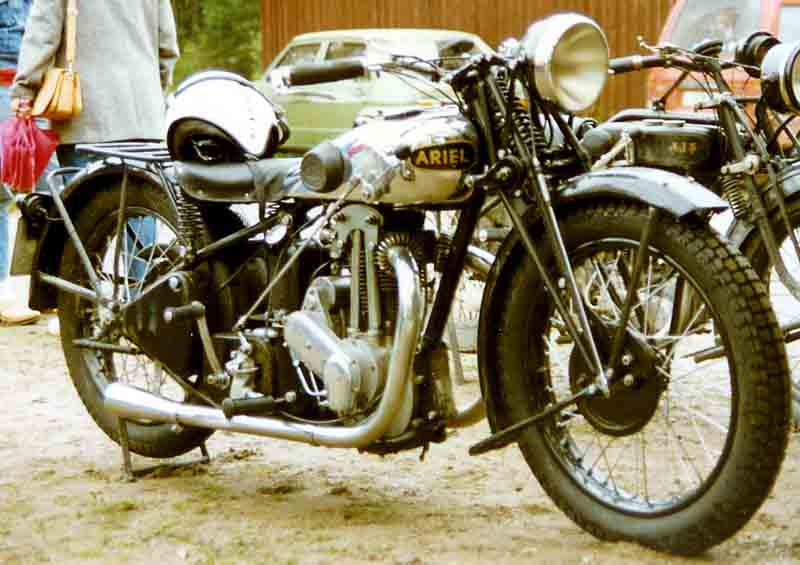
Ariel Red Hunter (1932)
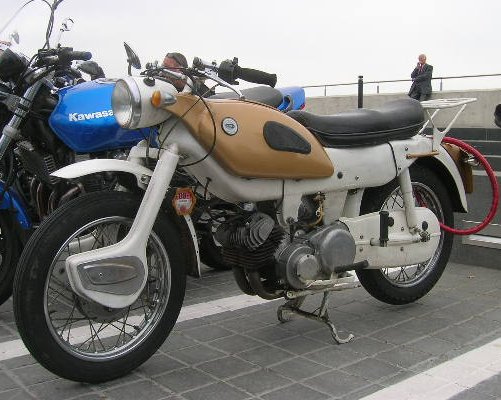
Ariel Golden Arrow
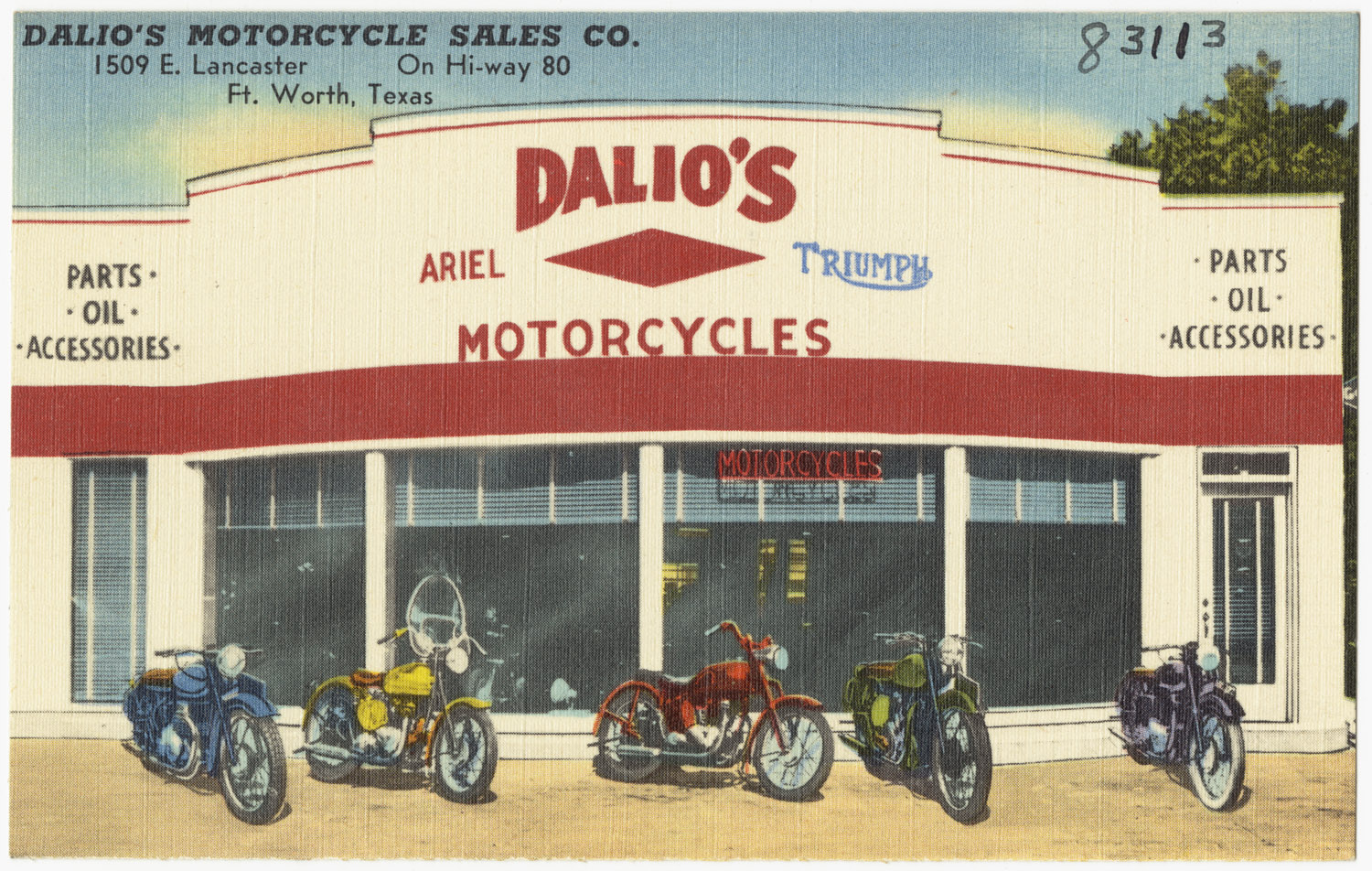
Concesionario Ariel y Triumph en Texas, hacia 1930-1945
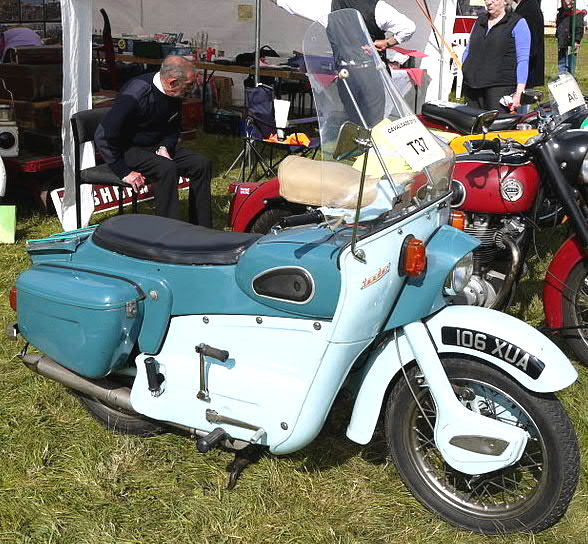
Leader con maletas e indicadores opcionales
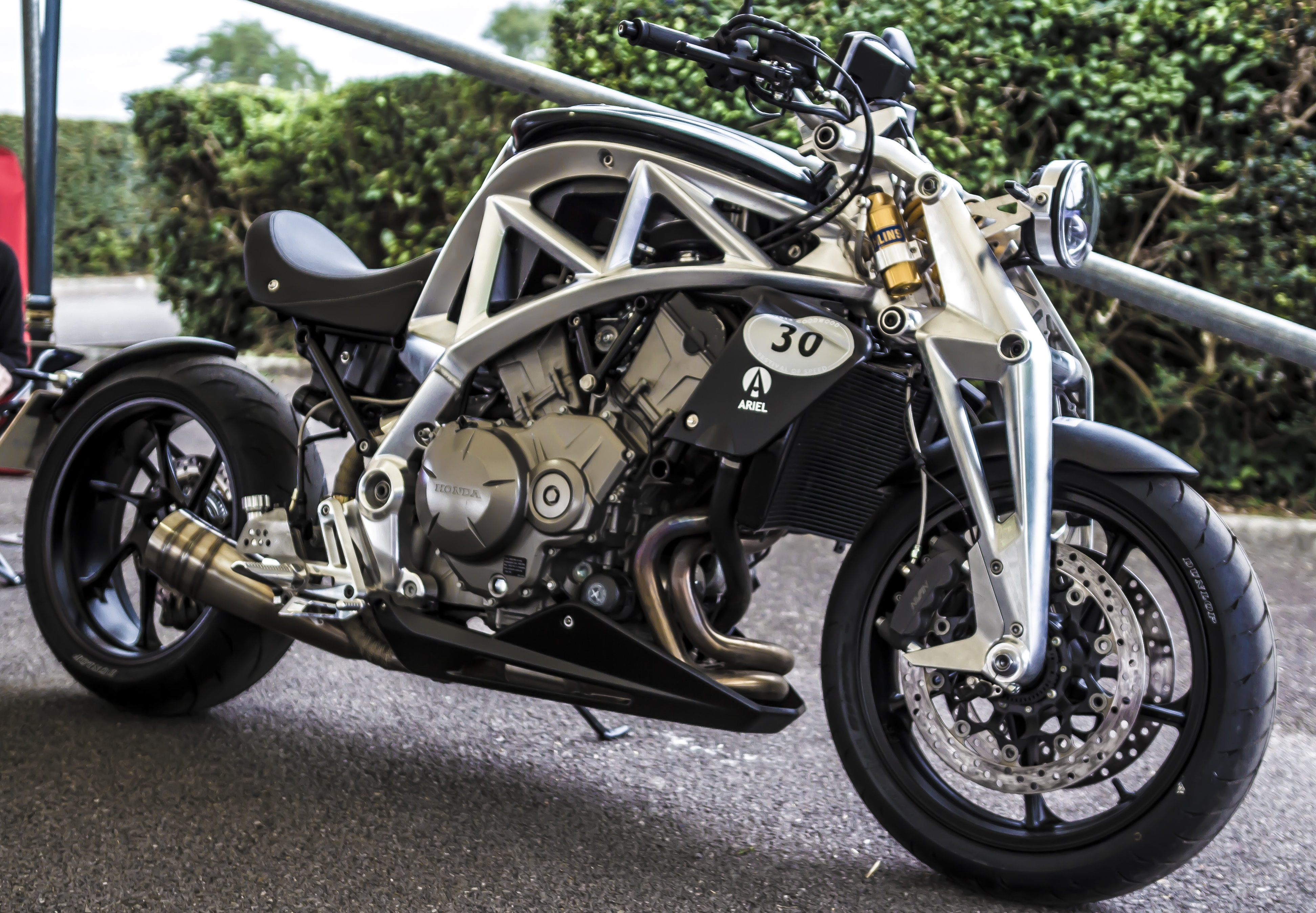
2014 Ariel Ace

### Modelos famosos
- Modelos A - G
- VCH
- KHA
- Cyclone (modelo propiedad de Buddy Holly)
- Trials HT5
- Trials HT3
- Scrambles HS (Mk1,11,111)

## Coches

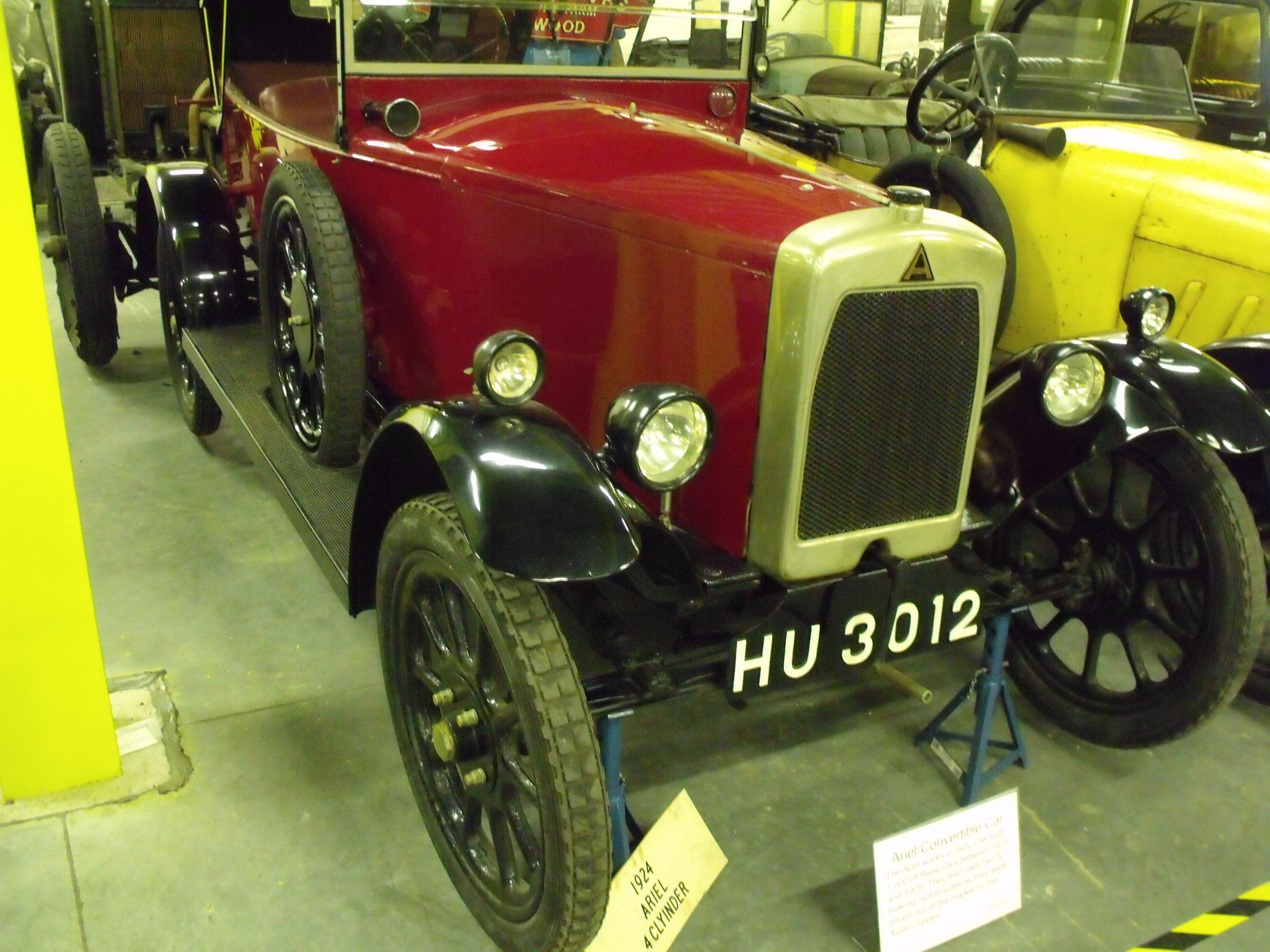
Convertible Ariel

Ariel fabricó automóviles en dos períodos: de 1902 a 1915 y de 1922 a 1925. El primer automóvil Ariel montaba un motor de 10 hp producido en 1902. En 1903, su primer vehículo con motor de cuatro cilindros en línea era el modelo 15/19. Ambos vehículos tenían un embrague cónico de cuero que estaba completamente separado del volante de inercia. A principios de 1904, Ariel comenzó la producción de un modelo de motor de seis cilindros en línea construido sobre un chasis de acero tubular aparentemente inadecuado.
Se anunció una gama de vehículos completamente nueva a finales de 1905. Llamados 'Ariel-Simplex', estos coches fueron diseños de cuatro cilindros inspirados en Mercedes de 15 hp y de 25/30 hp y la versión de 6 cilindros y 35/40 hp. En 1907-1908 la compañía comenzó la producción de sus 50/60 hp de seis cilindros, que ofrecía un chasis con un motor de 15,9 litros por un precio de 950 libras.
En 1907 Ariel vendió su fábrica de Birmingham a la empresa francesa Lorraine-Dietrich, que quería introducirse en el mercado británico. Posteriormente, se ensamblaron los automóviles Ariel en el los talleres de Coventry Ordnance Works, una rama de Cammell Laird.. El acuerdo con Lorraine-Dietrich se canceló en 1910. La producción de un automóvil ligero de 1.3 litros terminó con el estallido de la Primera Guerra Mundial.
Ariel no regresó a la fabricación de automóviles hasta 1922, cuando se lanzó el Ariel Nine. El automóvil presentaba un motor rebajado de cilindros gemelos, con 996 cc y refrigerado por agua, que alcanzaba 55 mph. Se fabricaron alrededor de 700 unidades. Fue diseñado por Jack Sangster, el hijo del propietario, que había diseñado el Rover 8 de doble cilindro similar, pero refrigerado por aire, cuando trabajaba para Rover. El Nine fue reemplazado en 1924 por un coche de 10 hp (RAC) con un motor de cuatro cilindros con 1097 cc y un transeje. El automóvil fue anunciado a un precio de 180 libras por el chasis, y se fabricaron aproximadamente 250. En 1925, Ariel abandonó el mercado de automóviles para concentrarse en las motocicletas.